# Đài truyền hình

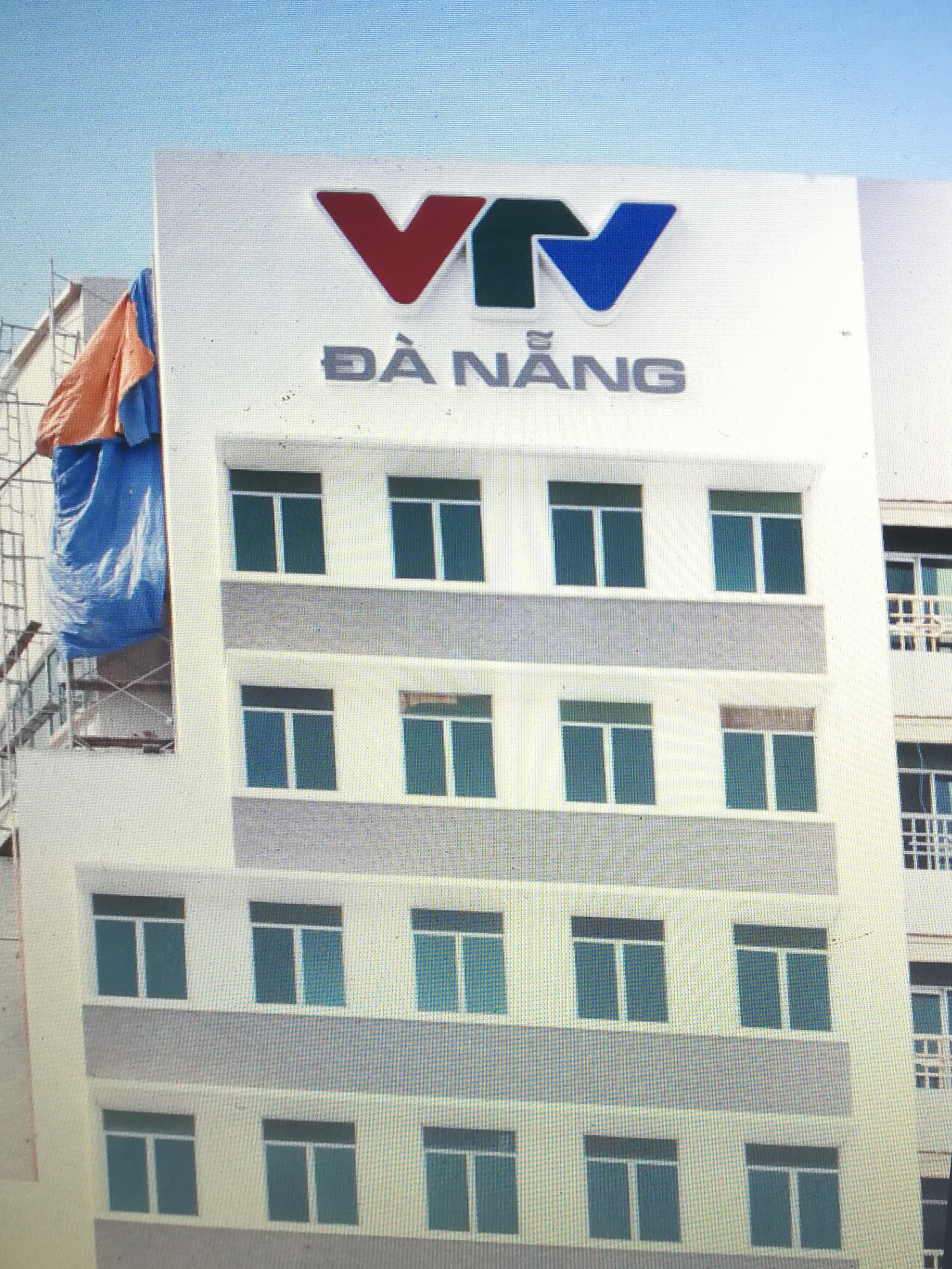
Trụ sở Đài Truyền hình Việt Nam tại Đà Nẵng.

Đài truyền hình là một bộ phận quan trọng cấu thành hệ thống báo chí của một quốc gia. Đó là nơi thực hiện những tin tức thời sự, chương trình truyền hình để phát sóng lên hệ thống. Có nhiều hệ thống phát và thu hình để xem trên TV như vệ tinh, kỹ thuật số, cáp. Đài truyền hình còn là công cụ quan trọng trong hệ thống chính trị. Vì thế các đài truyền hình được bảo vệ rất tốt, đề phòng các vụ đột kích để chiếm đài nhằm tuyên truyền một thông điệp không mong muốn..v..v.